# St. Jodocus (Sankt Joost)

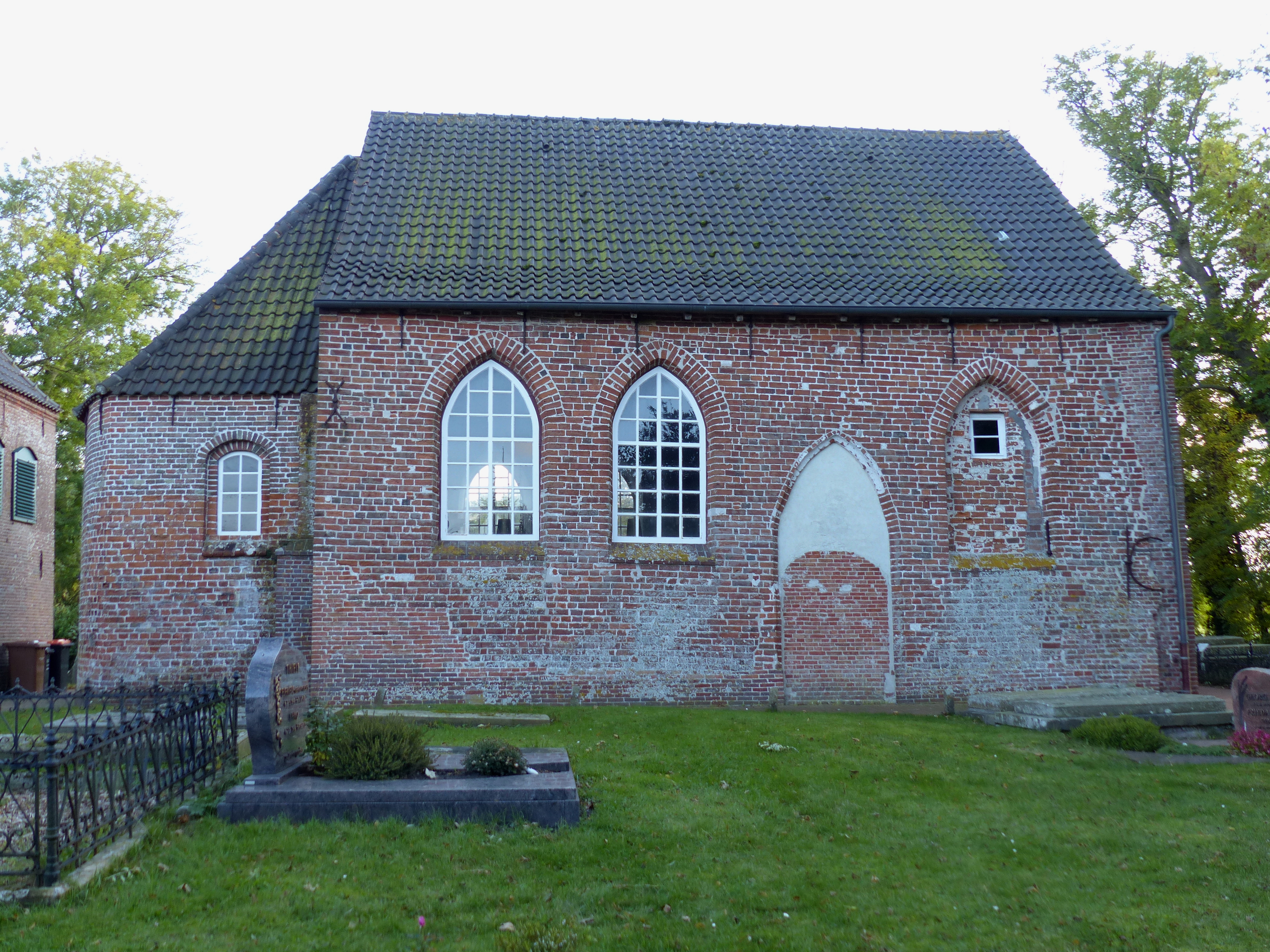
St. Jodocus von Norden aus gesehen

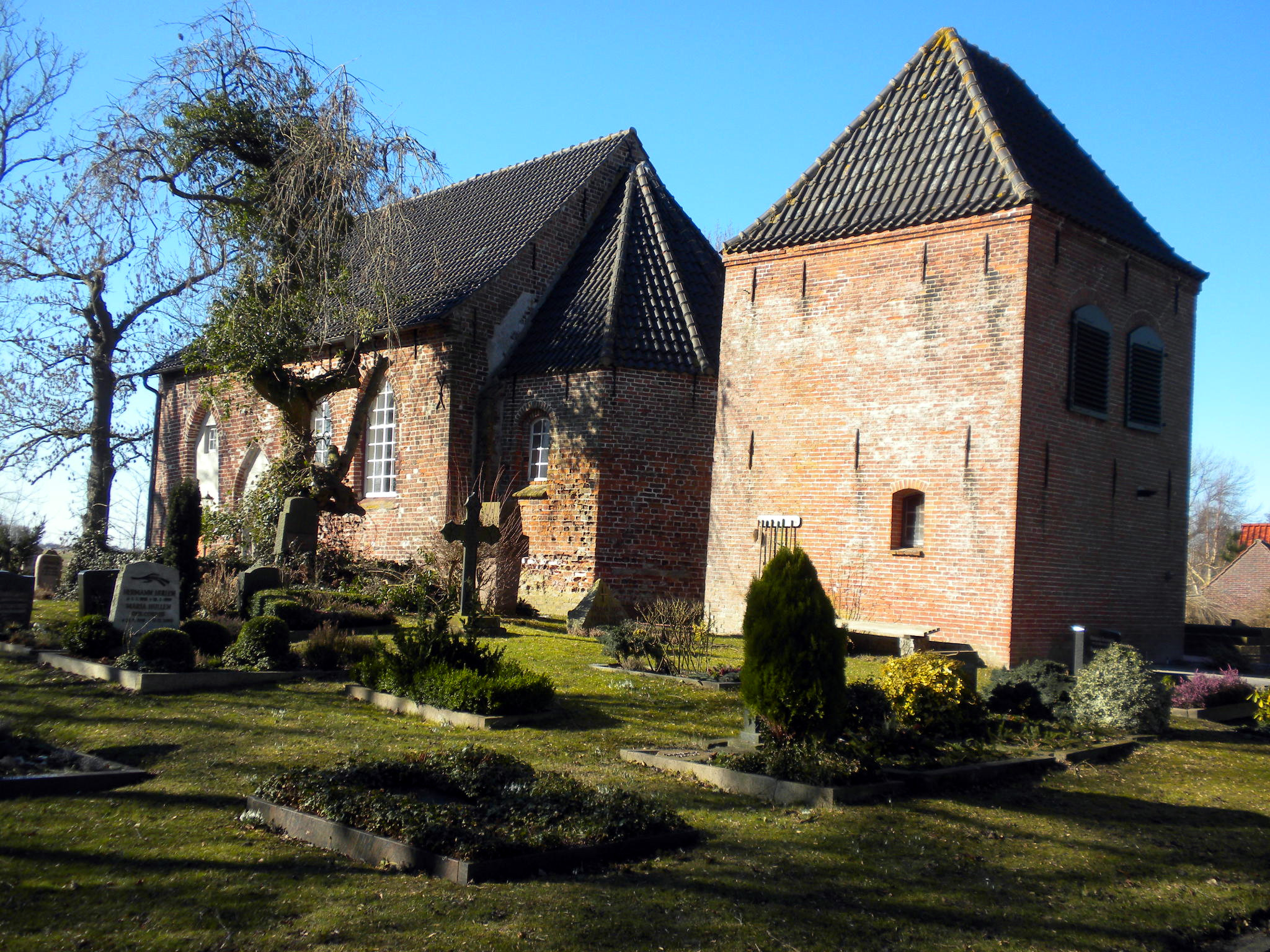
St. Jodocus mit Glockenturm von Südosten aus gesehen

Die evangelisch-lutherische Kirche St. Jodocus ist ein aus dem 15. Jahrhundert stammendes Gotteshaus. Es befindet sich im wangerländischen Dorf St. Joost und gilt als die kleinste und vermutlich wohl auch jüngste Saalkirche des Wangerlandes.

## Patrozinium
Die Kirche trägt den Namen des bretonischen Priesters, Einsiedlers, Pilgers und Klostergründers Jodocus. Er lebte im 7. Jahrhundert im heutigen Nordfrankreich und gilt als der Schutzpatron der Seefahrer und Vaganten. Für den Namen Jodocus finden sich eine Reihe von Varianten, darunter auch Joost, der zum Ortsnamen wurde und seit 1497 als solcher urkundlich belegt ist.

## Geschichte
Im St. Jooster Kirchenbuch findet sich unter der Überschrift „Ursprung der heiligen Gebäude“ eine handschriftliche Notiz des Ortsgeistlichen Heinrich Conrad Heinemeyer, nach der sich in den Dokumenten der Gemeinde keine Nachricht darüber findet, zu welcher Zeit das Gotteshaus errichtet worden ist. Jedoch sei „ohne Zweifel“ davon auszugehen, dass die Kirche nach Verlegung der alten Deiches in östlicher Richtung erbaut worden ist, nachdem der alte Deich, an den noch heute eine Straße in St. Joost erinnert, nach Osten hin verlegt worden ist. Im Jahr 1497, der ersten urkundlich dokumentierten Erwähnung der Ortschaft beim Gotteshaus, muss die Kirche bereits eine längere Zeit gestanden haben, vermutlich auch – bedingt durch die spätmittelalterlichen Stumfluteinbrüchen – einen gewissen Zeitraum außendeichs.
Überliefert ist, dass die St. Jodokus-Kirche im 15. Jahrhundert als Privatkapelle errichtet worden ist. Bauherren waren die in der Nachbarschaft residierenden Junker von Maisidden und Hodens. Es wird erzählt, dass der Junker von Hodens die Kapelle nach Jodokus benannt hat, um sich bei dem Heiligen für die glückliche Heimkehr von der Pilgerreise nach Santiago de Compostela zu bedanken. Die Kapelle war anfangs nur ein flachgedeckter Saalbau; die Apsis sowie der Glockenturm sind jüngeren Datums. 1542 wurde St. Jodokus von der Kirchengemeinde Hohenkirchen abgetrennt und zur Pfarrkirche eines eigenständigen Kirchspiels erhoben. In der zweiten Hälfte des 16. Jahrhunderts erhielt die Kirche ihren ersten Glockenturm, der 1773 durch einen etwas südlicher errichteten Neubau ersetzt werden musste. Der Anbau der Apsis erfolgte im 17. Jahrhundert.
Die Reformation hielt spätestens Ende der 1540er Jahre Einzug in St. Joost. Als ihr erster Prediger gilt Iko Mensen, über dessen Herkunft, Ausbildung und Lebensende die Quellen schweigen. Nach dem Oldenburger Kirchenhistoriker Rolf Schäfer verweist der Name des Geistlichen auf eine friesische Herkunft. Sein Glaubensbekenntnis, das er wie die anderen Prediger des Jeverlandes im Auftrag Fräulein Marias abfasst, verrät eine humanistische und vermutlich universitäre Bildung. Er war geübt im Gebrauch der lateinischen Sprache und besaß auch gute Kenntnisse des Altgriechischen.
Großes Aufsehen erregte 1642 ein Kriminalfall im St. Jooster Pfarrhaus. Der aus der Niederlausitz stammende Pastor Martin Sutorius (latinisiert für Schumacher), der bereits in Böhmen als Geistlicher gewirkt hatte und über Stralsund, Rostock und Hamburg nach St. Joost gekommen war, hatte sich mit der dort wohnhaften Maria Jansen verheiratet. Bei einer Auseinandersetzung wenige Wochen nach der Hochzeit hatte er in betrunkenem Zustand zu einem Beil gegriffen und seine Ehefrau so schwer verletzt, dass sie drei Tage danach im Hause ihres Bruders starb. Der Fall wurde eingehend untersucht mit dem Ergebnis, dass Sutorius wegen der Ermordung seiner Frau zum Tod verurteilt wurde. Vor der eigentlichen Hinrichtung enthob man ihn vor dem Altar der jeverschen Stadtkirche seines Amtes. Auf dem Richtplatz schlug man ihm zunächst die linken Arm mit der Tathand ab und enthauptete ihn anschließend. Seine Bibliothek ging an das Gymnasium in Jever.
Während der Regentschaft von Johanna Elisabeth von Schleswig-Holstein-Gottorf (1712–1760), die 1747 für ihren minderjährige Sohn Friedrich August (1734–1793) die Regierungsgeschäfte in Anhalt-Zerbst und damit auch im fernen Jeverland übernommen hatte, galten die Kirchspiele Elisabethkirche (Westrum) und St. Jodocus als die ärmsten der Herrschaft Jever. Die Regentin hatte zuvor die landesweite Anlage von sogenannten Patrimonialbüchern angeordnet, um einen Überblick über den Besitz und über die Einkünfte der jeweiligen Kirchengemeinden zu erhalten. Dabei waren die schwierigen Verhältnisse in den genannten Gemeinde offenbar geworden. Verhandlungen im Blick auf eine Auflösung zogen sich über Jahre hin und verliefen schließlich im Sande.
Das oldenburgische Ortschaftsverzeichnis nennt für 1817 folgende Ortschaften und Wohnplätze, die zum Kirchspiel St. Joost gehören: Bauerschaft St. Joost, St. Joost, St. Jooster Altendeich, Altebrücke, Hohenstiefer Siel, S. Jooster Groden, Neu-St. Jooster Groden, Crildumer Siel sowie die alten Häuptlingssitze Hodens und Maysiddens. Am 1. Mai 1856 wurde das Kirchspiel St. Joost in eine Kommunalgemeinde umgewandelt.
Nach einer dreijährigen Vakanzzeit wurden 1938 die Kirchengemeinden St. Joost und Wüppels zur Gemeinde St.Joost-Wüppels vereinigt. Zum Pastor dieser Doppelgemeinde wurde Walter Hans Appelstiel berufen. Nachdem Appelstiel 1973 emeritiert worden war, wurde die Gemeinde St. Joost-Wüppels von den Wiarder Pastoren betreut. Seit Januar 2024 ist die St. Jodocus-Kirche ein Standort der Evangelisch-lutherischen Kirchengemeinde Wangerland.
Zwischen 1970 und 1973 erfolgte eine umfangreiche Restaurierung des Kirchenraums und seiner Ausstattung.

## Baubeschreibung

### Kirche

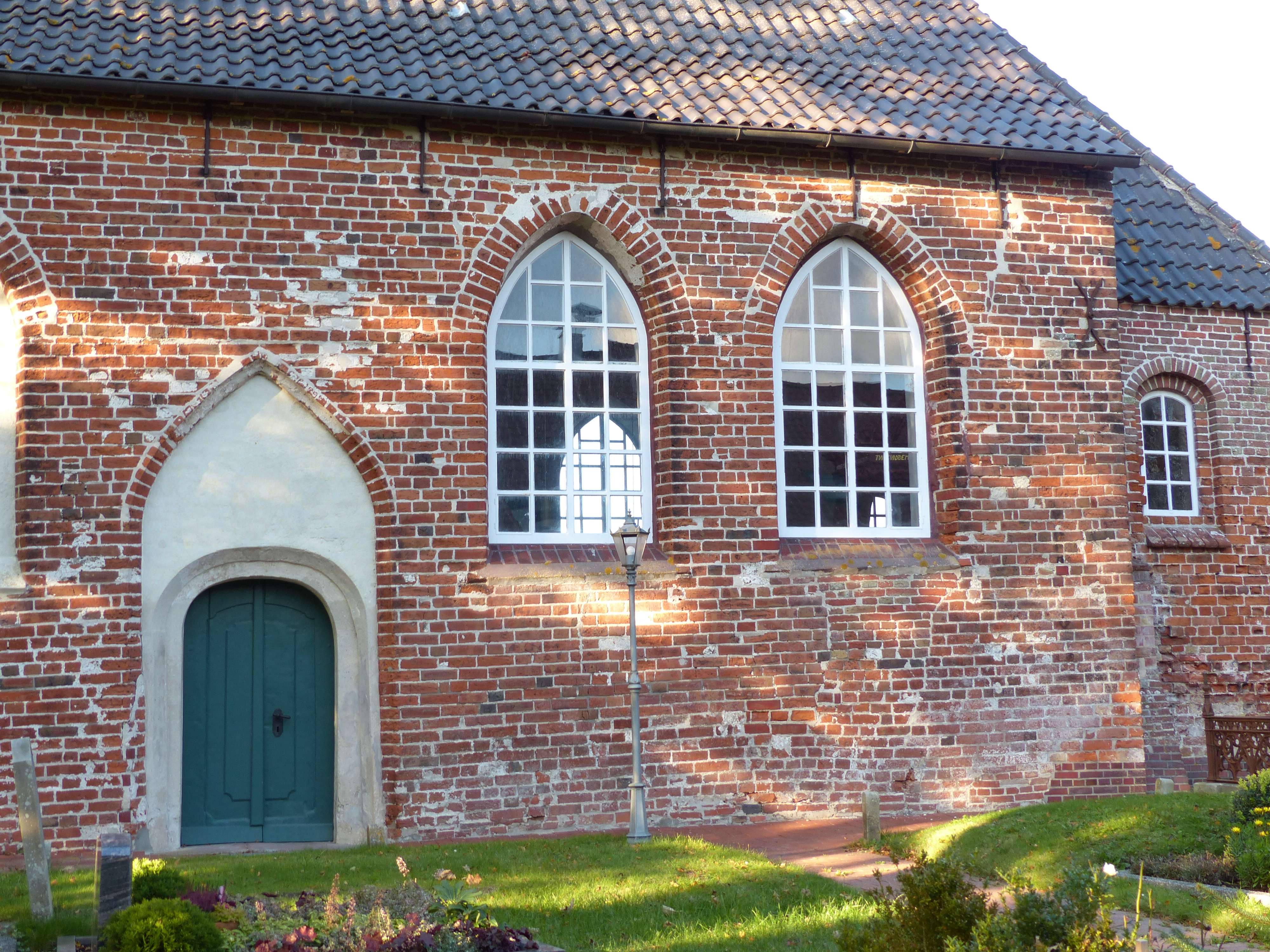
Südseite mit Haupteingang

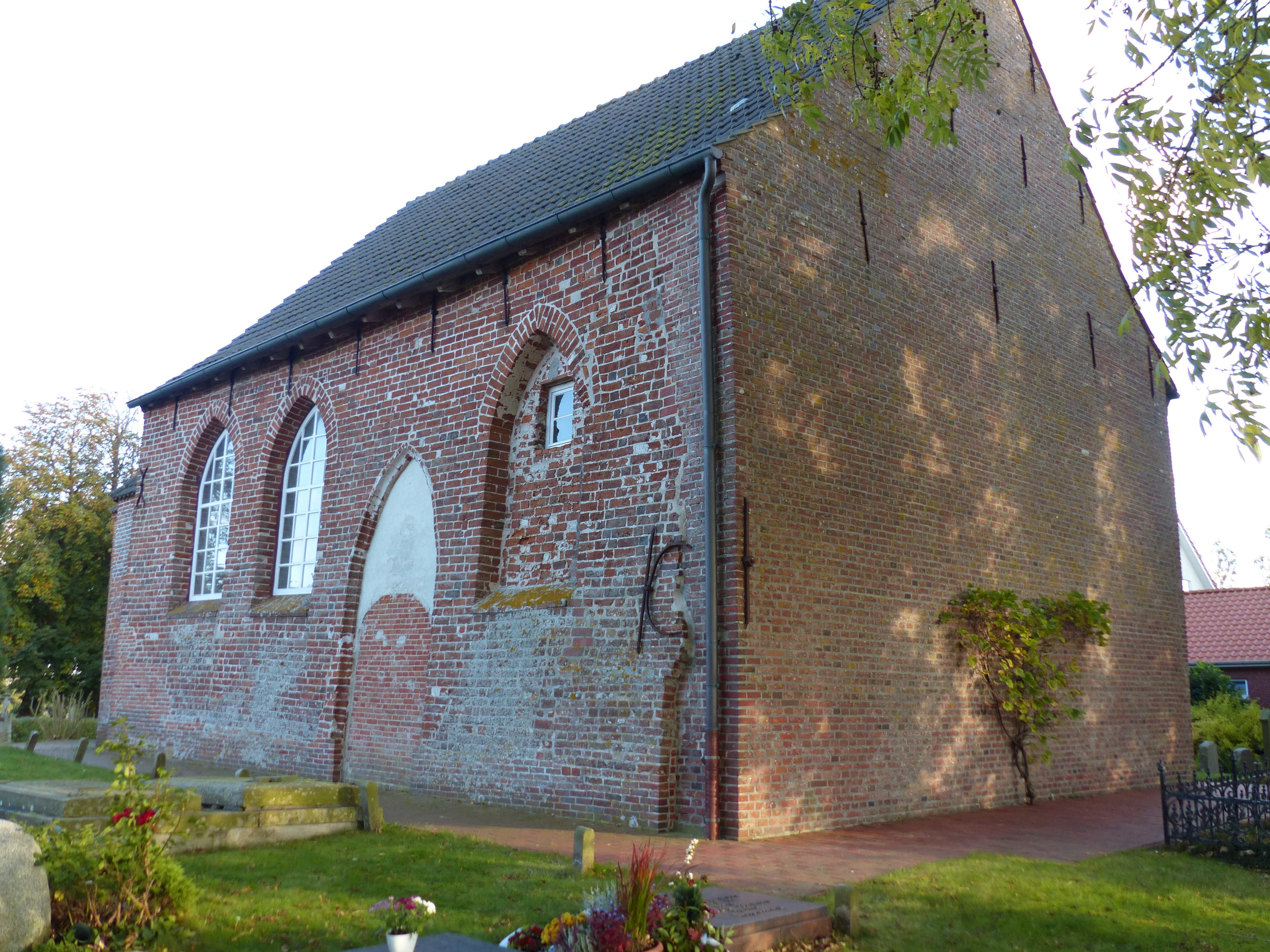
Nord- und Westseite der Kirche

Anders als viele historische wangerländischen Kirchen liegt das Gotteshaus St. Jodocus nicht auf einer Warft, sondern auf freier Flur. Auch befindet es sich nicht im Zentrum des Dorfes, sondern am westlichen Dorfrand. Der im Laufe seiner Geschichte mehrfach veränderte Bau ist in seiner Gestalt spätgotisch und aus Backsteinen errichtet; er gilt als „Paradebeispiel friesischer Ziegelbaukunst“. Eine Reihe der feldgebrannten Kleiziegel zeigen allerdings starke Auswaschungen.
Die später angebaute Apsis weist nach Osten. Sie hat eine angedeutete pentagonale Grundstruktur, die sich besonders bei ihrem Ziegeldach zeigt. In das Mauerwerk der Apsis sind drei romanisch anmutende, schmucklose Fester eingelassen. Sie sind gleichmäßig angeordnet; ein Fenster weist nach Norden, ein anderes nach Süden und das mittlere nach Osten.
Beim Dach des Kirchenbaus handelt es sich um ein sogenanntes Sattel- bzw. Giebeldach, das mit dunkelgrauen Dachziegeln gedeckt ist.
Nord- und Südwand der Kirche zeigen im östlichen Bereich jeweils zwei große, schmucklose Fenster im spätgotischen Stil. Ursprünglich war – so ist es deutlich auf den Bildern zu sehen – auf beiden Seiten ein drittes Fenster gleicher Größe und Ausstattung ins Mauerwerk eingelassen. Beide Fenster wurden, vermutlich im Zusammenhang des Einbaus der Empore, zugemauert und durch ein kleines Fenster im Spitzbogen des ursprünglichen Kirchenfensters ersetzt. Auf der Nordseite ist ein ehemaliges Portal zu erkennen, das aber zugemauert worden ist. Der Haupteingang der Kirche befindet sich auf der Südseite.
Die westliche Giebelseite der Kirche ist fensterlos und ohne jeden Schmuck (siehe Bild).

### Glockenturm

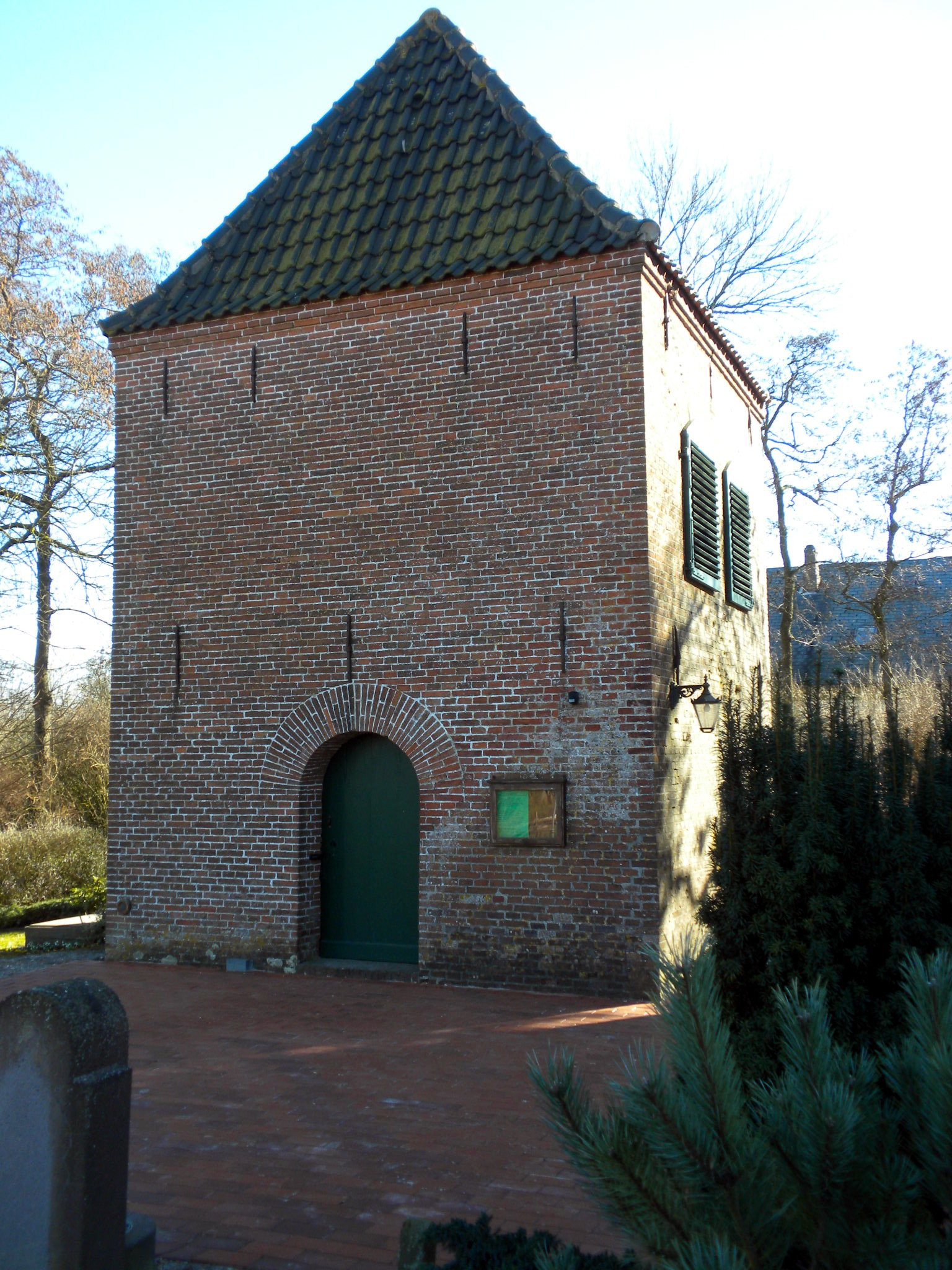
Glockenturm (Nordseite)

Der Glockenturm stammt aus dem Jahr 1773. Er ersetzte einen abgegangenen Turm, der nördlich des Gotteshauses seinen Platz hatte.
Der Turm steht frei und hat seinen Platz nur wenige Meter südöstlich der Kirchenapsis. Deutlich sichtbar ist eine Neigung des Baus nach Osten, die durch eine Absackung verursacht wurde. Sein Mauerwerk besteht ebenfalls aus Backstein; anders als das Kirchengebäude trägt der Turm ein Walmdach, das aber ebenfalls mit dunkelgrauen Ziegeln gedeckt ist.
Der abgegangene Vorgängerbau des Turms stand nördlich der Kirche.
Die Öffnungen der Glockenstube besitzen Schallläden; die Glocken sind deshalb – anders als bei den meisten friesischen Kirchen – nicht von außen zu sehen. Getragen wird das Geläut durch einen hölzernen Glockenstuhl.

### Friedhof
Der St. Jooster Friedhof in St. Joost um gibt das Kirchengebäude und den Glockenturm. Eingefasst ist durch einen alten Baumbestand. Eine größere Anzahl historische Gräber verweisen auf eine jahrhundertealte Beisetzungskultur auf diesem Begräbnisplatz. Die Belegung ist heute nicht mehr so streng reglementiert wie in früheren Zeiten. Neben traditionellen Grabstellen mit Grabmal und Einfassung können auch Urnen in einem pflegefreien Rasenfeld beigesetzt werden. Auch die Anlage von Grabkellern ist möglich.
Auf dem Friedhof findet sich auch ein Denkmal für Gefallene, das an St. Jooster Opfer des Ersten und des Zweiten Weltkriegs erinnert.

## Ausstattung der Kirche
Der Kirchenraum hat ein rechteckige Grundform mit angebauter halbrunder Apsis. Farblich herrscht ein dunkelblauer Farbton vor. Beachtenswert ist die ornamentale Bemalung der Balkendecke.

### Altar
Die Mensa des Altars besteht aus einem schlichten Mauerwerk, das weiß getüncht ist. Auf ihr befindet sich ein von unbekannter Hand gefertigter Aufsatz, der den gekreuzigten Christus darstellt, „eine Holzarbeit, die sonst ohne weitere Bildgebung oder ornamentale Gestaltung auskommt und oben in einem Rundbogen ausläuft“.

### Kanzel
Den besten Erhaltungszustand der mittelalterlichen Kanzeln auf der ostfriesischen Halbinsel hat nach Einschätzung von Justin Kroesen und Regnerus Steensma die Kanzel der St. Jodokus-Kirche. Sie befindet sich rechts neben der Apsis an der Ostwand der Saalkirche. Der Zugang zum Kanzelkorb befindet sich in der Apsis. Dort führt eine Treppe zu einer schmalen Holztür, dem Zugang zur Kanzel. Die Kanzel ist im spätgotischen Stil verziert und zeigt unter anderem gemalte goldene Granatäpfel, die als Symbol für die „Früchte lebendigen Glaubens“ gedeutet werden. Der Schalldeckel, dessen ornamentale Bemalung deutlich von der des Kanzelkorbs abweicht, wurde erst 1635 hergestellt.

### Taufstein
Der Taufstein der St. Jodocus-Kirche ist im Verhältnis zu den anderen Ausstattungsgegenständen jüngeren Datums. Er wurde 1973 aus einer alten Grabsäule, die ein St. Jooster Einwohner zur Verfügung gestellt hatte, gefertigt.

### Kirchengestühl
Das Kirchengestühl der St. Jooster Kirche gehört zu den besonders sehenswerten seiner Art. Es befindet sich rechts und links des Mittelganges. Es ist dunkelblau gestrichen und stammt zum großen Teil noch aus der zweiten Hälfte des 17. Jahrhunderts. Einige der Türen, die die Bänke zum Gang hin schließen, tragen noch Hofmarken mit den eingeschnitzten Anfangsbuchstaben des jeweiligen Familiennamens. Eine kleine Bank unterhalb des Orgelbodens nennt in Großbuchstaben den ganzen Namen ihres früheren Besitzers: „Haie Peters hat diesen Stulv.“

### Orgel

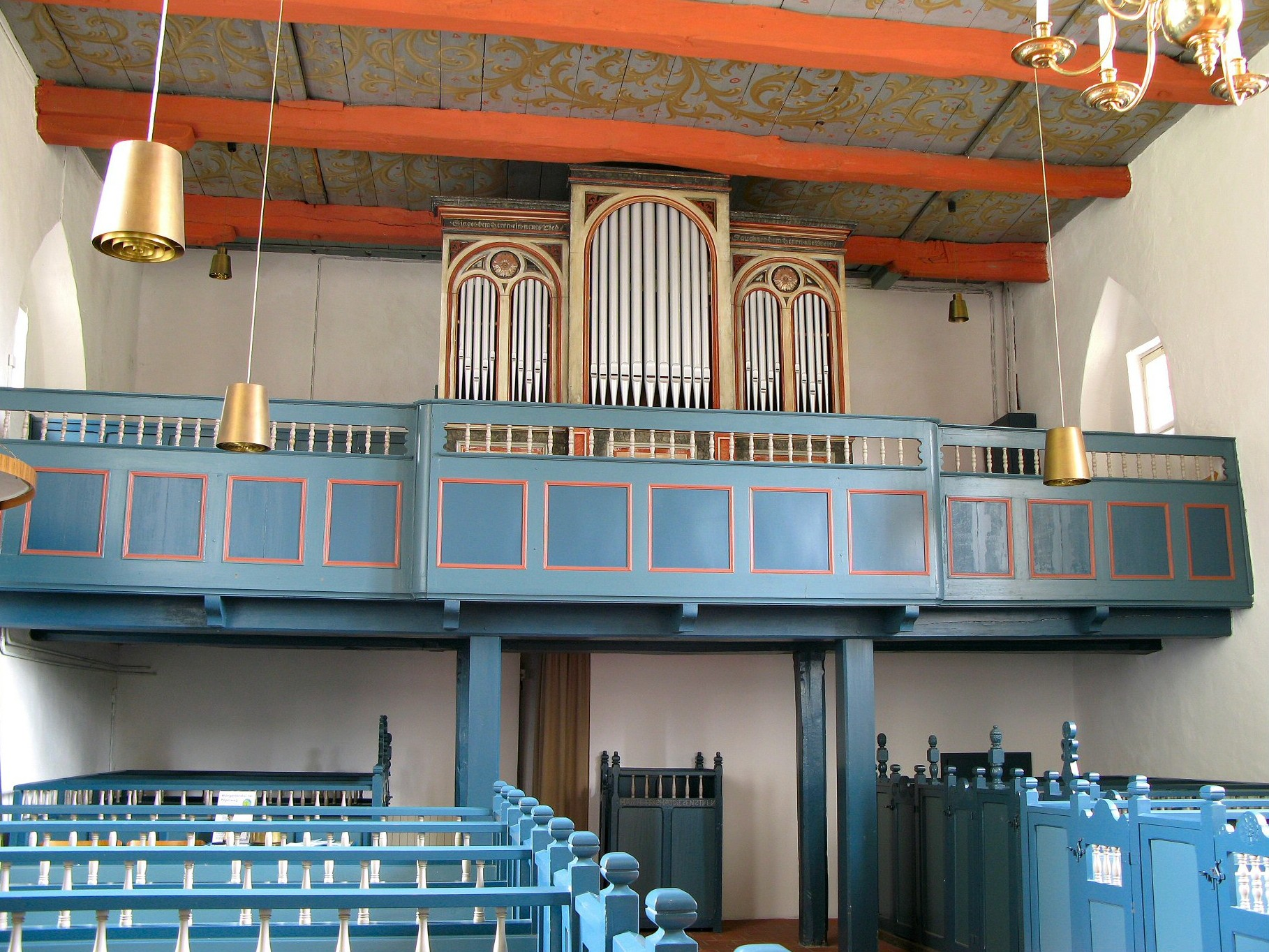
Orgel St. Jodocus

Die Orgel der St.-Jodocus-Kirche ist ein Werk von Johann Claussen Schmid (Schmidt II), nachdem zuvor ein Harmonium den Gemeindegesang begleitet hat. Sie wurde 1874 erbaut und umfasst sieben Register auf einem Manual und Pedal. 1924 verfügte das Pedal nur über den Subbass. 1933 erfolgte durch den Wilhelmshavener Orgelbauer Alfred Führer ein Umbau und eine Erweiterung um drei Register. 1952 folgte durch die Firma Führer der Einbau eines neuen Motors, 1962 eine weitere Veränderung der Disposition und 1984 eine Überholung des Instruments durch dieselbe Firma. Die heutige Disposition lautet wie folgt:
| I Manual C–f3 |       |
| Prinzipal     | 8′    |
| Gedackt       | 8′    |
| Oktave        | 4′    |
| Waldflöte     | 2′    |
| Mixtur IV     | 1 ⁄3′ |

| Pedal C–c1 |     |
| Subbass    | 16′ |
| Flöte      | 4′  |

- Koppeln: I/P

## Pastoren
Seit der Reformationszeit bis zum Zusammenschluss mit Kirchengemeinde Wüppels im Jahr 1938 waren dreißig Geistliche als Pastoren der St. Jodokus-Kirche tätig. Die meisten Geistlichen (17) stammten aus Jever und dem Jeverland.
| Nr. | Geistliche                               | Zeitraum  | Anmerkungen |
| --- | ---------------------------------------- | --------- | --- |
| 01  | Iko Mensen (auch Icke Menßen)            | um 1548–? | Mensen, über dessen Herkunft nichts bekannt ist, gehörte zu den jeverschen Pastoren, die 1548 im Auftrag Fräulein Marias von Jever zum Augsburger Interim schriftlich Position bezogen. Er war humanistisch gebildet und hatte vermutlich studiert.                                                                 |
| 02  | Inek Theodoricus Oncken                  | 1576–1617 | Oncken war gebürtig aus Ostiem. |
| 03  | Johannes Limbachius                      | 1618–1640 | Limbachius war gebürtig aus Kassel. |
| 04  | Martin Schumacher (latinisiert Sutorius) | 1640–1642 | Schumacher war gebürtig aus Petzkau (Niederlausitz). Er wurde am 12. Mai 1642 wegen der Ermordung seiner Ehefrau in Jever hingerichtet. |
| 05  | Jodokus Praetorius                       | 1642–1658 | Praetorius stammte aus Westfalen |
| 06  | Bernhardus Eilers                        | 1658–1675 | Eilers stammte aus Barkel bei Schortens. Er ist Verfasser des ältesten, noch vorhandenen Kirchenbuches der Gemeinde. |
| 07  | Friedrich Christopher Zincke             | 1675–1702 | Zincke war gebürtig aus Neuenhuntorf (heute Ortsteil der Gemeinde Berne). |
| 08  | Johannes Lucas                           | 1703–1706 | Lucas war gebürtig aus Jever und führte de den Magister-Titel. |
| 09  | Otto Hinrich Nathusius                   | 1708–1712 | Nathusius stammte aus Schönewalde (Niederlausitz), wo er am 31. August 1668 geboren wurde. Er heiratete 1709 in St. Joost die Wittmunder Adelige Christina Charlotte von Bobart. |
| 10  | Johann Hinrich Fiebing                   | 1713–1730 | Fiebing war gebürtig aus Filsum (Ostfriesland). Er dokumentierte im „Verzeichnis der Verstorbenen“ für den 25. Dezember 1717, 4 Uhr morgens „eine schreckliche Wasserflut“, die in St. Joost 71 und im gesamten Jeverland 1275 Menschenleben forderte. Die Flut ging als Weihnachtsflut 1717 in die Geschichte ein. |
| 11  | Ernestus Becker                          | 1730–1749 | Becker war gebürtig aus Jever. |
| 12  | Ludwig August Schween                    | 1750–1764 | Schween war gebürtig aus Jever. |
| 13  | Ulrich Laurenz Günter                    | 1764–1775 | Laurenz war gebürtig aus Jever. |
| 14  | Christian Reuter                         | 1777–1778 | Christian Reuter war gebürtig aus Middoge. |
| 15  | Johann Friedrich Gotthilf Reuter         | 1780–1785 | Johann Reuter, Bruder des Vorgängers, war ebenfalls gebürtig aus Middoge. |
| 16  | Johann Friedrich Janßen                  | 1785–1789 | Janßen war gebürtig aus Cleverns. |
| 17  | Anton Günther Diedrich Drost             | 1789–1801 | Drost war gebürtig aus Tettens. |
| 18  | Conrad Joachim Martin Ummen              | 1801–1809 | Ummen war gebürtig aus Jever. |
| 19  | Heinrich Conrad Heinemeyer               | 1809–1811 | Heinemeyer war gebürtig aus Jever. |
| 20  | Conrad Julius Friedrich Carstens         | 1811–1814 | Carstens war gebürtig aus Schortens. |
| 21  | Johann Christian Urban                   | 1814–1824 | Urban war gebürtig aus Westrum, wo sein Vater Friedrich Wilhelm Urban Pastor war. Seine Berufung auf die Pastorenstelle in St. Joost erhielt er 1813 durch Kaiser Napoleon I. |
| 22  | Heinrich Toel                            | 1824–1827 | Toel war gebürtig aus Jever, hatte in Göttingen und Halle (Saale) studiert und unterrichtete vor seinem Amtsantritt in St. Joost als Lehrer am jeverschen Gymnasium. |
| 23  | Johann Friedrich Groninger               | 1827–1834 | Groninger war gebürtig aus Elsfleth. |
| 24  | Christian Carl Wöhrmann                  | 1834–1838 | Wöhrmann war gebürtig aus Eutin. |
| 25  | Carl Heinrich Tiarks                     | 1838–1839 | Tiarks war gebürtig aus Jever und verstarb in St. Joost am 17. November 1839 im Alter von 34 Jahren. |
| 26  | Emil Heinrich Günther Ritter             | 1841–1845 | Ritter war gebürtig aus Oldenburg (Oldb). |
| 27  | Carl Hermann Eduard Tönniessen           | 1845–1872 | Tönniessen war gebürtig aus Hohenkirchen und hatte in Heidelberg und Jena studiert. 1872 wurde er „krankheitshalber emeritiert“. Er verstarb am 3. Dezember desselben Jahres in Bremen. |
| 28  | Johannes Georg Heinrich Eggerking        | 1872–1876 | Eggerking war gebürtig aus Hasbergen. Er wurde zum Pastor in St. Joost ernannt, da es keine weiteren Bewerber gab. |
|     | Vakanz                                   | 1872–1898 | Während dieser Jahre hielten Pastoren aus den Nachbargemeinden St. Joosts Gottesdienste am Sonntagnachmittag. |
| 29  | Heinrich Anton Brunken                   | 1898–?    | Brunken stammte gebürtig aus Dangast und hatte in Berlin, Halle (Saale) und Marburg studiert. Wie lange sein Dienst in St. Joost dauerte, geht aus den Unterlagen nicht hervor. Nach Johannes Ramsauer war er dort noch 1909 im Amt.                                                                                |
| 30  | Martin Ernst Richard Ramsauer            | 1928–1935 | Ramsauer war gebürtig aus Wiefelstede und letzter Pastor, der ausschließlich für St. Joost zuständig war. |
|     | Vakanz                                   | 1935–1938 | St. Joost wird mit der Kirchengemeinde Wüppels zu St. Joost–Wüppels vereinigt. |
| 31  | Walter Hans Appelstiel                   | 1938–1973 | Nach der Emeritierung Appelstiels wurde die Kirchengemeinde St. Joost–Wüppels von Wiarden aus betreut. Januar 2024 ist die St. Jodocus-Kirche ein Standort der Evangelisch-lutherischen Kirchengemeinde Wangerland.                                                                                                 |